# Християнство в Лівані

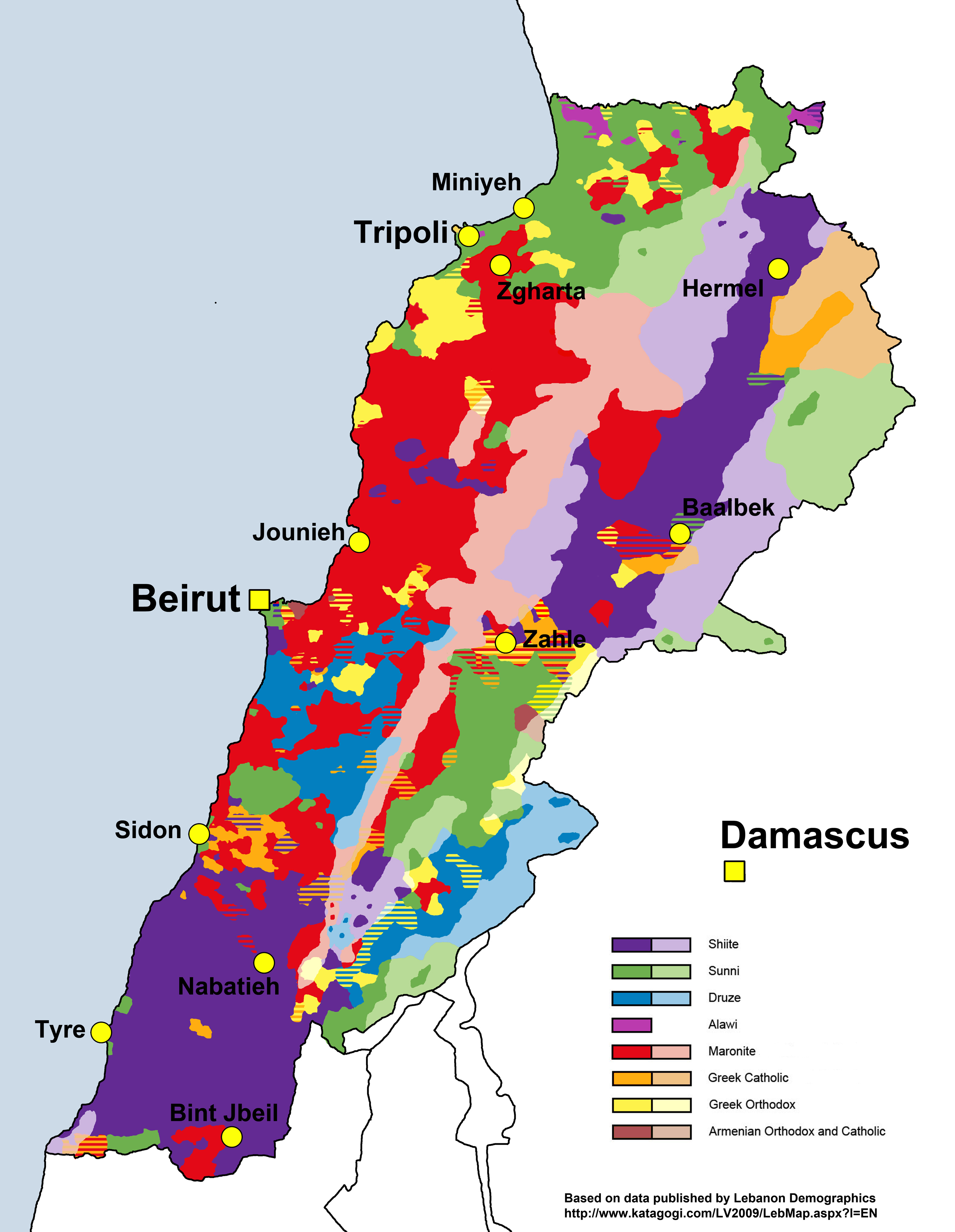
Розподіл релігійних груп Лівану згідно з даними муніципальних виборів 2009 року.

Ліван є однією з двох країн Близького Сходу (інша — Кіпр), в якій християнська громада є державотворчою. У 1932 році християни становили 55% населення Лівану, однак до кінця 20 століття їх чисельність знизилася . Це пов'язано з тісним взаємозв'язком місцевих християн з Римом і Францією, високим рівнем їх освіти, можливістю еміграції в інші християнські країни. Більшість християн в Лівані — мароніти. Серед інших християнських деномінацій в Лівані є православ'я, мелькіти, сирійське православ'я, сирійський католицизм, католицизм, протестантизм, несторіани, халдеї, а також вірменські громади, які є послідовниками Вірменської апостольської церкви.
| Частка ліванських християн за роками | Частка ліванських християн за роками | Частка ліванських християн за роками | Частка ліванських християн за роками | Частка ліванських християн за роками |
| ------------------------------------ | ------------------------------------ | ------------------------------------ | ------------------------------------ | ------------------------------------ |
| Рік                                  |                                      |                                      | Частка                               |                                      |
| 1932                                 | 1932                                 |                                      | 65%                                  | 65%                                  |
| 1985                                 | 1985                                 |                                      | 25%                                  | 25%                                  |
| 2010                                 | 2010                                 |                                      | 40%                                  | 40%                                  |
| 2012                                 | 2012                                 |                                      | 40.5%                                | 40.5%                                |
| 2017                                 | 2017                                 |                                      | 45%                                  | 45%                                  |

Християнство в Лівані сповідується довше, ніж іслам. У візантійську епоху місцеві християнські громади підпорядковувалися Антіохійському патріархату. Мароніти відокремилися від інших християн до VII століття. Арабська навала консолідувала ліванських християн, які, в основному, швидко перейшли на арабську мову як розмовну. Хрестові походи викликали наснагу в рядах маронітів і сприяли їхньому зближенню з католицькою церквою і з Францією (в епоху Єрусалимського королівства). XX століття ознаменувалося жорстоким протистоянням між християнською та мусульманською громадами Лівану.